# Batiki
Batiki es una isla de Fiyi perteneciente al archipiélago Lomaiviti.  Es de origen volcánico, con un área de cerca de 12 km² y una población de cerca de 300 habitantes, que viven principalmente en caseríos ubicados en el litoral. 

## Características
Su economía es de subsistencia, dedicándose sus pobladores a la pesca y la agricultura. Carece de aeropuerto, por lo que sólo es posible acceder a ella por mar. Cuenta con una escuela con cuatro profesores a la que asisten unos cincuenta estudiantes. Dispone asimismo de un centro de salud y de una oficina postal. Debido a las carencias en infraestructura y servicios básicos, los casos graves se remiten al centro de Qarani o al hospital de Levuka.

## División
El "Toranibau" vive en la localidad de Mua. Otros cuatro poblados relevantes son Yavu, Manuku y Naigani.